# 弗朗索瓦·德·马莱伯
弗朗索瓦·德·马莱伯（法語發音：[fʁɑ̃swa də malɛʁb]，1555年—1628年），文艺复兴时期欧洲诗人。他出生于诺曼底，是亨利四世的宫廷诗人。他清晰的古典风格与早期诗人的夸饰形成对比，受到17世纪批评家的欢迎。

## 扩展阅读
- 本条目包含来自公有领域出版物的文本: Chisholm, Hugh (编).  (第11版). London: Cambridge University Press. 1911.
- Catholic Encyclopedia article （页面存档备份，存于）
- Roux-Alpheran, François Ambroise Thomas.  1. Aix-en-Provence (France): Aubin. 1846: 558.